# Joseph-Louis-François Hassler
Joseph-Louis-François Hassler, francoski general, * 10. april 1881, † 4. november 1966.